# Джефрі Тріз
Джефрі Тріз (англ. (Robert) Geoffrey Trease, нар. 11 серпня 1909, Ноттінгем, Англія — пом. 27 січня 1998, Бат, Англія) — британський письменник, найбільш відомий написанням дитячих історичних романів. В його творчому доробку близько 113 книг та декілька п'єс.

## Життєпис
Тріз народився в Ноттінгемі у родині торговця вином. Свою літературну кар'єру він розпочав ще у дитячому віці, написавши п'єсу на три акти, яку поставили під час його навчання у Ноттінгемській середній школі.
Джефрі став стипендіатом в Оксфордському університеті, але вважав, що викладацька робота його не надихає, тому вирішив переїхати до Лондона. Там Тріз спробував себе як письменник, написавши свій перший дитячий роман «Луки проти баронів» (1934). Цим романом письменник повністю переписав історію Робін Гуда з точки зору простих людей, а не аристократів. Роман було перекладено багатьма мовами і він мав дуже добрі продажі. Його наступна робота «Товариші по Хартії» була не менш успішною, а однією з найвідоміших праць досі залишається «Ключ до таємниці», написана ним в 1940 році.
Протягом одного року Тріз викладав історію та англійську мову в приватній школі Ессекса, продовжуючи писати у вільний час. Там він зустрів свою дружину Маріан Боєр, яка сама була вчителькою. У 1933 році вони одружилися, переїхали до Бата, де друзі запропонували їм житло. Згодом у них народилася донька Джоселін.
Темою більшості праць письменника є незмінна віра в рівність і справедливість. Його романи пов'язані з історичними сюжетами та проблемами сучасності. Варіюються від Стародавньої Греції («Корона з Фіалок»), Середньовіччя: («Червоні вежі Гранади»); Єлизаветинської Англії: («Ключ до таємниці»); Реставрації: Лондон («Вогонь на вітрі»); французької революції: («Грім Вальмі»); більшовицької революції («Білі ночі Петербурга») аж до Другої світової війни («Завтрашній день — чужий»).
Хоча його головним успіхом була історична фантастика, Тріз був різнобічним автором, який також писав біографії для дорослих і дітей, літературну критику, шкільні оповідання, романи для дорослих, детективи/пригодницькі історії та п'єси. Деякі з них, зокрема його чотири романи для дорослих та збірка дитячих детективів, сьогодні майже забуті. Їх можна зустріти лише у приватних колекціях. Проте вони мали значний успіх під час їх опублікування.
Його значення як письменника-новатора представлено в трьох основних сферах. Однією із яких, була поява завдяки йому нової форми шкільної історії, починаючи з праці «No Boats on Bannermere» (1949). Автор також написав п'ять книг Беннердейла. Це зрозумілі та реалістичні історії про групу друзів та їхнє життя вдома та у школі. Вони також мають історичне значення, оскільки були першими сучасними шкільними історіями у яких важливий дім, а школа не є центром життя героїв. Герої дорослішають і розвиваються. Це був важливий крок у розвитку шкільної історії, перехід від школи-інтернату/закритого громадського середовища до підходу, який розглядав школу як один із аспектів життя. Іншою важливою подією було те, що історії Тріза були про звичайних дітей, які вели простий спосіб життя, на відміну від так званих порятунків на вершині скелі, матчів з крикету та інших характерних в той час шкільних історій.
Тріз написав методичний посібник «Молодий письменник: практичний довідник» для навчання молоді творчому письму. В творчому доробку Тріза є також три автобіографічні книги: «Подих спалених човнів» (1971), «Сміх біля дверей» (1974) та написана в останні роки його життя заключна частина «Прощавайте, гори!».
Другий важливий аспект творів Тріза — літературна критика. Його огляд творчості дитячих письменників «Казки поза школою» (1949) був новаторським. До цього не було широкого огляду дитячої літератури ХХ століття, і цей єдиний том проклав шлях для того, що сьогодні стало міні-індустрією дитячої літературної критики.
Однак найбільшого успіху Тріз досяг у історичній белетристиці. Він любив театр, брав участь у аматорській драматургії і хотів стати драматургом, але цьому не судилося статися. Після того, як у 1938 році була поставлена успішна одноактна п'єса «Після бурі», його наступна п'єса «Колонія», показ якої відбувся в театрі «Юніті» в Кінгс-Кросі в 1939 році, була призупинена через початок війни. Ці події перервали театральну кар'єру Тріза, хоча він таки написав п'ять п'єс для радіо в 1940-х і 50-х роках.
Джефрі Тріз продовжував писати до кінця свого життя. У 1997 році у нього було чотири книги, які чекали на публікацію. У свої вісімдесят років він цікавився сучасною політикою, обираючи різноманітні періоди політичної нестабільності, такі як наприклад Румунія за часів Чауческу, для задумів своїх наступних книг.
Помер 27 січня 1998 року у місті Бат, де мешкав більшу частину свого життя.

## Вибрані праці
Дитячі історичні романи
- 1934 — Bows Against the Barons (укр. Луки проти баронів)
- 1934 — Comrades for the Charter (укр. За хартію!)
- 1940 — Cue for Treason (укр. Ключ до таємниці)
- 1942 — The Grey Adventurer (укр. Тіньовий авантюрист)
- 1947 — Trumpets in the West
- 1948 — The Hills of Varna (укр. Пагорби Варни)
- 1952 — The Crown of Violet (укр. Вінок з фіалок)
- 1956 — Word to Caesar
- 1958 — Mist Over Athelney (укр. Затуманене Ателні)
- 1960 — Thunder of Valmy (укр. Грім Вальмі)
- 1963 — Follow my Black Plume (укр. Слідуй за моїм чорним пером)
- 1982 — Popinjay Stairs
- 1987 — Tomorrow is a Stranger (укр. Завтрашній день - чужий)
- 1990 — Shadow Under the Sea (укр. Тінь під водою)
- 1992 — Song for a Tattered Flag

Романи для дорослих
- 1939 — Such Divinity (укр. Подібний до Бога)
- 1940 — Only Natural (укр. Цілком природньо)
- 1957 — Snared Nightingale (укр. Спійманий соловейко)
- 1959 — So Wild the Heart (укр. Таке дике серце)

Романи Баннердейла
- 1949 — No Boats on Bannermere (укр. На Баннермірі немає човнів)

- 1950 — Under Black Banner (укр. Під чорним знаменом)
- 1952 — Black Banner Players (укр. Гравці під чорним знаменом)
- 1955 — Black Banner Abroad (укр. Чорне знамено повсюди)
- 1957 — The Gates of Bannerdale (укр. Ворота Баннердейла)

Автобіографії
- 1971 — A Whiff of Burnt Boats (укр. Подих спалених човнів)
- 1974 — Laughter at the Door (укр. Сміх біля дверей)
- 1998 — Farewell the Hills (укр. Прощавайте, гори!)

Детективні романи
- 1937 — The Christmas Holiday Mystery (укр. Святкова містерія Різдва)
- 1937 — Mystery on the Moors (укр. Таємниця маврів)
- 1938 — Detectives of the Dales (укр. Детективи Дейлс)

Літературна критика
- 1949 — (видання 1964) Tales Out of School: A Survey of Children's Fiction (укр. Виносимо сміття з хати: Огляд літератури для дітей)